# Алексий I
Патриа́рх Алекси́й I (в миру Серге́й Влади́мирович Сима́нский; 27 октября [8 ноября] 1877, Москва, Российская империя — 17 апреля 1970, Переделкино, Московская область, СССР) — епископ Русской православной церкви. С 4 февраля 1945 года по 17 апреля 1970 года — Патриарх Московский и всея Руси. Богослов, педагог, кандидат юридических наук (1899), доктор богословия (1949).
Занимал московский Патриарший престол более 25 лет — дольше всех в истории Русской церкви. Ни при жизни, ни после его смерти — вплоть до интронизации Алексия II — никогда не использовался номер при имени.

## Происхождение, образование, военная служба
Из дворян. Потомок Рюриковичей, Ивана III и Софьи Палеолог (правнук в 13-м колене). Был первенцем в семье Владимира Андреевича Симанского (1853—1929), у которого позже появились другие дети: Анна (1878), Андрей (1882), Филарет (1885), Александр (1887). Владимир Симанский служил в канцелярии московского генерал-губернатора, затем в Воспитательном доме; в 1891 году вышел в отставку, получив звание камергера Императорского двора и был пожизненно прикомандирован к Канцелярии Святейшего синода. Мать, Ольга Александровна (1857—1920) — дочь от первого брака дворянина, предпринимателя, мецената, славянофила Александра Пороховщикова с Варварой Приклонской, дочерью губернатора Костромской губернии Александра Приклонского. Сестра будущего патриарха, Анна Симанская (по мужу Погожева), после Великой Отечественной войны стала монахиней киевского Покровского монастыря с именем Евфросиния.
Начальное образование получил дома. С 1888 до 1891 года обучался в Лазаревском институте восточных языков, состоявшем тогда из пятиклассной гимназии и специальных классов с трёхлетним сроком обучения арабскому, персидскому, турецкому языкам, а также истории, языкам и культуре стран Востока и Закавказья.
В 1891 году был переведён в Московский лицей Цесаревича Николая («Катковский»), директором которого в то время был монархист Владимир Грингмут. Обучение в этом заведении оказало значительное влияние на мировоззрение юноши, он сблизился с московским монархическим движением, а впоследствии, в 1908 году в Туле был избран председателем губернского отдела Союза русского народа.
Окончив лицей в 1896 году, поступил на юридический факультет Московского университета, продолжая жить в лицее. Работал под руководством профессора международного права графа Л. А. Камаровского, написал у него работу «Комбатанты и некомбатанты во время войны». Окончил университет с дипломом 1-й степени.
В 1899—1900 годах находился на военной службе в качестве вольноопределяющегося в 7-м гренадерском Самогитском полку. Вышел в запас в чине прапорщика.
В 1900 году поступил в Московскую духовную академию. Значительное влияние на него оказал там ректор академии епископ (затем митрополит) Арсений (Стадницкий).

## Монашество и преподавательская деятельность
9 февраля 1902 года в Гефсиманском скиту Троице-Сергиевой лавры пострижен в монашество епископом Арсением; 17 марта того же года рукоположён во иеродиакона, 21 декабря 1903 года — во иеромонаха.
В 1904 году окончил Московскую духовную академию со степенью кандидата богословия (тема кандидатской работы «Господствующие в современном нравственно-правовом сознании понятия перед судом митрополита Филарета»).
В 1904—1906 годах — инспектор Псковской духовной семинарии, одновременно преподавал Священное Писание Нового завета (в этот период владыка Арсений был псковским архиереем). В 1906 году стал архимандритом и ректором Тульской духовной семинарии.
Председатель Тульского отдела Союза русского народа.
С 6 октября 1911 года — ректор Новгородской духовной семинарии и одновременно настоятель Антониева монастыря (владыка Арсений к тому времени стал архиепископом Новгородским, и перевод архимандрита Алексия был осуществлён по его инициативе).

## Архиерейство
28 марта (ст. ст.) 1913 года император Николай II утвердил доклад Святейшего синода о бытии архимандриту Алексию епископом Тихвинским, 2-м викарием Новгородской епархии (епархиальным архиереем был архиепископ Арсений (Стадницкий)). Наречение 27 апреля во Входиерусалимском соборе в Новгородском кремле и хиротонию 28 апреля в Софийском соборе возглавил патриарх Антиохийский Григорий IV (находился в России с визитом) в сослужении Арсения (Стадницкого) и других; присутствовал обер-прокурор Владимир Саблер. Указом Святейшего синода от 27 мая 1913 года был утверждён в должности председателя Новгородского епархиального училищного совета.
Согласно Высочайшему повелению от 11 декабря 1916 года, с 8 января 1917 года по хиротонии во епископа (2-го викария Новгородской епархии) Варсонофия (Лебедева) стал именоваться первым викарием.
После революции, в январе 1920 года вместе с митрополитом Арсением был арестован Новгородской ЧК, однако вскоре оба архиерея были освобождены. В ноябре 1920 года предстал перед судом по обвинению в самовольном освидетельствовании мощей святых накануне их вскрытия органами власти, но был амнистирован в связи с окончанием гражданской войны.
21 февраля 1921 года патриархом Тихоном по просьбе митрополита Петроградского Вениамина (Казанского) был назначен епископом Ямбургским, первым викарием Петроградской епархии. Переехав в Петроград, жил в доме при Казанском соборе, затем в Александро-Невской лавре.
Несмотря на уговоры бывшего епископа Пензенского Владимира (Путяты), приехавшего в Петроград в апреле 1921 года, покинуть Петроград и занять Пензенскую кафедру, успешно воспротивился переводу.
29 мая 1922 года, после ареста митрополита Вениамина (Казанского), вступил в управление Петроградской епархией.
По свидетельству Анатолия Левитина, «…тотчас после его вступления в должность управляющего Петроградской митрополией, он был вызван в некое нецерковное учреждение (помещавшееся по Гороховой ул., 2) и ему был предъявлен ультиматум: трое священников, отлучённых митрополитом от церкви, должны быть восстановлены в своих правах — в противном случае митрополит будет расстрелян. Епископ Алексий, ссылавшийся сначала на свою некомпетентность, затем просил дать ему неделю на размышление. Эта просьба епископа была удовлетворена. Затем, на протяжении недели, происходили совещания в Епархиальном совете, причём по указанному вопросу мнения разделились. Викарные епископы — собратья владыки Алексия — также не могли установить по этому поводу единой точки зрения. В конце концов, в Епархиальном совете победила та точка зрения, что необходимо идти на всё для спасения жизни владыки-митрополита…» В результате епископ Алексий составил послание к петроградской пастве, в котором он снял отлучение. «Когда епископ узнал, что митрополит Вениамин все же приговорён к расстрелу, он разрыдался, как ребёнок».
Отказался подчиниться обновленческому Высшему церковному управлению митрополита Антонина (Грановского). Ввиду ультиматума последнего признать его власть либо покинуть Петроград сложил с себя 24 июня 1922 года обязанности временно управляющего епархией. Через два месяца вместе с другим петроградским викарием — епископом Петергофским Николаем (Ярушевичем) — учредил «Петроградскую автокефалию», декларировавшую лояльность властям, но не присоединявшуюся ни к одному из движений. Петроградская автокефалия существовала по одним сведениям до марта 1923 года, по другим — один год. Главную роль здесь играл епископ Николай.
В октябре 1922 года был арестован по обвинению в «контрреволюционной деятельности», осуждён и в конце того же года сослан на три года в город Каркаралинск (ныне в Карагандинской области), где имел возможность служить в городском храме; состоял в переписке с патриархом Тихоном и митрополитом Сергием (Страгородским).
В марте 1926 года ему было позволено вернуться в Ленинград, где он продолжил борьбу с обновленчеством. В сентябре 1926 года митрополит Сергий назначил его управляющим Новгородской епархией с титулом архиепископа Тихвинского, позже — Хутынского (епархиальный архиерей митрополит Арсений находился в ссылке в Средней Азии и не мог управлять епархией). Проживал в то время в квартире своего отца на 1-й улице Деревенской бедноты на Петроградской стороне. Служил обычно в деревянном Троице-Петровском соборе на Петроградской стороне (закрыт и снесён в 1933 году).
С 1927 года по 1935 год — член Временного патриаршего Священного синода, легализации которого удалось добиться заместителю Патриаршего местоблюстителя митрополиту Сергию (Страгородскому). Поддерживал церковно-политический курс последнего. Одним из требований к митрополиту Сергию (Страгородскому), высказанных в письме духовенства и мирян Ленинграда, настроенных против «Декларации 1927 года», которое было вручено митрополиту Сергию 12 декабря 1927 года, было: «Пересмотреть состав Временного Патриаршего Синода и удалить из него пререкаемых лиц, в особенности митрополита Серафима Тверского (Александрова) и архиепископа Алексия (Симанского)».
С 18 мая 1932 года — митрополит Старорусский. В августе 1933 года назначен митрополитом Новгородским (после официального перевода владыки Арсения на Ташкентскую кафедру).
С 5 октября 1933 года, по уходе на покой митрополита Серафима (Чичагова) — митрополит Ленинградский с сохранением управления Новгородской епархией. 29 октября прибыл в Ленинград; поселился в игуменских покоях Новодевичьего монастыря у Московской заставы; в 1937 году выселен оттуда и проживал на колокольне Князь-Владимирского собора; с 1940 года — на хорах Николо-Морского собора, ставшего кафедральным, и где он с того времени обычно служил.
Во время «Большого террора» 1937—1938 годов было расстреляно около 800 священников и диаконов, служивших в «области митрополита Ленинградского», и к 1941 году число действовавших храмов на этой территории, включая Ленинград, не превышало 20.

Во время войны, в период блокады Ленинграда оставался в городе, совершал литургии и молебны, проповедовал, ободрял и утешал верующих. В будние дни, часто без диакона, сам причащал и читал поминания. Постоянно обращался с патриотическими посланиями к своей пастве.
Православная русская церковь вместе со всеми народами Великого Советского Союза горит одним желанием — всемерно помогать наступающей Красной Армии. Ленинградская епархия — духовенство и верующие, воодушевлённые патриотическим движением всего советского народа, с первых дней Великой Отечественной войны нашей Родины против ненавистных немецко-фашистских захватчиков стали поддерживать военно-патриотические мероприятия, направленные на строительство и укрепление обороны Союза ССР и нашего города-фронта, героически отстоявшего свою целость. Руководимая мною ленинградская епархия, находящаяся в условиях блокады, до сего времени внесла в фонд обороны страны 3 182 143 рубля наличными деньгами, а также пожертвования ценными вещами. Руководствуясь призывом патриаршего местоблюстителя митрополита Московского Сергия, епархия вносит на постройку колонны танков имени Дмитрия Донского ещё 500 000 рублей. Сбор средств продолжается с верой в непоколебимую победу нашего правого дела над кровавым безумием фашизма. Усердно молим Бога о помощи Вам в Вашем великом историческом призвании — отстоять честь, свободу и славу нашей страны.
Алексий — митрополит Ленинградский
Прошу передать православному русскому духовенству и верующим ленинградской епархии мой привет и благодарность Красной Армии за их заботу о Красной Армии.
И. СТАЛИН
4 сентября 1943 года был вместе с митрополитами Сергием (Страгородским) и Николаем (Ярушевичем) на встрече со Сталиным в Кремле.
Результатом встречи стало указание Сталина об избрании патриарха и дозволение открытия церковных учебных заведений; партийным куратором церковной политики стал Вячеслав Молотов, непосредственным её проводником — полковник госбезопасности Георгий Карпов, возглавивший Совет по делам Русской православной церкви при СНК СССР.
8 сентября 1943 года участвовал в Соборе епископов, избравшем на патриарший престол митрополита Сергия. Был постоянным членом образованного при патриархе Сергии Священного синода. 10 декабря 1943 года, ещё до освобождения Новгорода от оккупации, получил титул «митрополита Ленинградского и Новгородского».
С большой осторожностью отнёсся к первым заявлениям верующих об открытии храмов. Так, в декабре 1943 года на коллективном ходатайстве о возобновлении богослужений в часовне Ксении Блаженной поставил резолюцию: «Сейчас несвоевременно возбуждать ходатайство об открытии часовни».

## Патриарший Местоблюститель и Патриарх

### Местоблюститель
Патриарх Сергий (Страгородский) скончался 15 мая 1944 года. По его завещанию, составленному ещё в октябре 1941 года, Местоблюстителем стал Преосвященный Алексий.
В своём письме 19 мая 1944 года Председателю Совета Народных Комиссаров, Маршалу Советского Союза И. В. Сталину, Местоблюститель писал:

В предстоящей мне деятельности я буду неизменно и неуклонно руководиться теми принципами, которыми отмечена была церковная деятельность почившего Патриарха: следование канонам и установлениям церковным — с одной стороны, — и неизменная верность Родине и возглавляемому Вами Правительству нашему, — с другой.
Действуя в полном единении с Советом по делам Русской православной церкви, я вместе с учрежденным покойным Патриархом Священным Синодом буду гарантирован от ошибок и неверных шагов.
Прошу вас, глубокочтимый и дорогой Иосиф Виссарионович, принять эти мои заверения с такою же доверенностью, с какою они от меня исходят, и верить чувствам глубокой к Вам любви и благодарности, какими одушевлены все, отныне мною руководимые, церковные работники.

Лояльная по отношению к властям позиция была выражена и в Первом послании Патриаршего Местоблюстителя к Православной Русской Церкви от 28 мая:

Труд мой облегчается тем, что Святейший Патриарх ясно наметил путь, по которому должен пойти тот, кому вверено водительство корабля церковного: это — строгое следование священным правилам церковным, верность Родине, нелицемерная, по наставлению Апостольскому, покорность предержащей власти, яже есть, по Апостолу, от Бога (Римл. 13,1).

### Патриаршество

#### При Сталине
2 февраля 1945 года митрополит Алексий был избран Патриархом Московским и всея Руси на первом Поместном соборе Патриаршей Церкви (не обновленцев) после 1918 года.
10 апреля 1945 года состоялась встреча Патриарха со Сталиным, в которой с церковной стороны участвовали также митрополит Николай (Ярушевич) и протопресвитер Николай Колчицкий, управляющий делами Московской Патриархии; правительство, кроме Сталина, представлял В. М. Молотов.
Сталин обрисовал иерархам своё видение того вклада, который предстояло внести Московской Патриархии в дело укрепления международных позиций СССР, нацелил их на занятие лидирующей роли во вселенском православии, приобретение нужных контактов, политическую нейтрализацию антисоветски настроенной русской эмиграции. Обсуждались также перспективы расширения сети духовных школ и создание церковной издательской и полиграфической базы.
С 27 мая 1945 года по 26 июня 1945 года Патриарх Алексий, с разрешения Сталина, обеспечившего ему «личную охрану в штатском», совершал первое в истории московских первосвятителей паломничество в Святую землю (Иерусалим, Александрия, Каир, Бейрут, Дамаск и Лидда), нанеся визиты восточным патриархам. В ходе путешествия преследовалась политическая цель вовлечь неславянские православные Церкви в орбиту Московского Патриархата, что удалось в некоторой степени в отношении Антиохийского Патриарха Александра III. В ходе визита Алексий I встретился также с коптским патриархом Макарием III.
22 октября 1945 года состоялось оформление передачи Сербской Церковью Мукачевско-Пряшевской епархии в каноническое ведение Московского Патриархата. Также известно, что весной 1946 года по секретному решению правительства СССР грекокатолическая церковь Украины на территории СССР была упразднена, а её паства и духовенство (за исключением ранее арестованных епископов) переведены под управление РПЦ, которая получила в пользование все грекокатолические храмы Западной Украины (сами храмы были национализированы). Все мероприятия «по отрыву приходов грекокатолической церкви в СССР от Ватикана и последующему присоединению их к Русской православной церкви» были разработаны органами госбезопасности и Советом по делам РПЦ в марте 1945 года и одобрены лично Сталиным.
С открытия на Пасху 1946 года Троице-Сергиевой лавры — её священноархимандрит. Заботами Патриарха Алексия лавра в короткий срок стала духовным центром русского Православия.
С 20 мая по 3 июня 1946 совершил официальный визит в Болгарию.
При вручении ему 23 августа 1946 года председателем Президиума Верховного Совета СССР Николаем Шверником первого государственного ордена Трудового Красного Знамени сказал: «позвольте мне, глубокоуважаемый Николай Михайлович, в Вашем лице благодарить Верховный Совет нашего Союза и Правительство во главе с нашим великим вождём Иосифом Виссарионовичем Сталиным за высокое внимание ко мне, выразившееся в пожаловании мне ордена Трудового Красного Знамени».
Весной 1947 года Патриарх просил Совет по делам РПЦ ходатайствовать перед правительством о передаче Патриархии и епархиям некоторых из изъятых ранее мощей, что частично было удовлетворено правительством (в частности в Богоявленский собор в Москве были переданы мощи святителя Алексия), несмотря на отрицательную позицию Совета в данном вопросе.
С 1 по 15 июня 1947 годы совершил официальный визит в Румынию.
В мае 1948 года посетил Харьков, Полтаву, Киев и Чернигов.
В июле 1948 года в Москве торжественно отмечалось 500-летие автокефалии Русской Церкви. К юбилею было приурочено Совещание Глав и Представителей поместных Православных Церквей (первоначально мероприятие задумывалось руководством СССР как вселенский собор «для решения вопроса о присвоении Московской Патриархии титула Вселенской»), которое осудило экуменическое движение и унию как орудие экспансии папизма. На Совещание, однако, не прибыли предстоятели Восточных греческих патриархатов.
С середины 1948 года отношение государства к Церкви и религии значительно ужесточилось. Начинаются репрессии против отдельных активных епископов, становится неприкрытым активное вмешательство Совета в кадровую политику Патриархии.
В 1952 году, к 75-летию Патриарха, правительство предоставило Московской Патриархии территорию бывшей усадьбы Колычёвых-Боде Лукино (Переделкино). Там была устроена подмосковная патриаршая резиденция.
Ещё раньше, в 1946 году, началось оборудование летней резиденции Патриарха в Успенском монастыре в Одессе.

#### После Сталина
9 марта 1953 года, в день похорон И. В. Сталина, Патриарх Алексий I провёл панихиду по главе Советского Союза и произнес речь: «Великого Вождя нашего народа, Иосифа Виссарионовича Сталина, не стало. Упразднилась сила великая, нравственная, общественная: сила, в которой народ наш ощущал собственную силу, которою он руководился в своих созидательных трудах и предприятиях, которою он утешался в течение многих лет. Нет области, куда бы не проникал глубокий взор великого Вождя. Люди науки изумлялись его глубокой научной осведомленности в самых разнообразных областях, его гениальным научным обобщениям; военные — его военному гению; люди самого различного труда неизменно получали от него мощную поддержку и ценные указания. Как человек гениальный, он в каждом деле открывал то, что было невидимо и недоступно для обыкновенного ума…»
7 июля 1954 года было принято постановление ЦК КПСС «О крупных недостатках в научно-атеистической пропаганде и мерах её улучшения», которое призывало партийные организации к активной борьбе с «религиозными предрассудками и суевериями», к разоблачению «реакционной сущности и вреда религии». 10 ноября того же года последовало постановление ЦК КПСС «Об ошибках в проведении научно-атеистической пропаганды среди населения», которое ознаменовало временную приостановку активного наступления на религию.
По мнению доктора исторических наук Н. А. Кривовой, в период после отставки Хрущёва, как и ранее Церковь находилась под контролем «всесильной власти». Проводником государственного курса в религиозной сфере с 1965 года стал Совет по делам религий, преобразованный в единое учреждение из Совета по делам РПЦ и Совета по делам религиозных культов. Его возглавил в 1943 году полковник госбезопасности Г. Г. Карпов. Без санкции Совета были не возможны хиротонии епископов, уполномоченные Совета на местах давали разрешение на священнические и диаконские рукоположения. В конце жизни Патриарх говорил: «В начале моего патриаршества из десяти кандидатов в епископы я выбирал девять, а они [советские органы] — одного, теперь они дают девять, а я подбираю одного».
В сентябре 1956 года совершил поездку в Кишинёв. В сентябре 1957 года совершил официальный визит в Болгарию, а с 11 по 31 октября того же года — в Югославию.
17 мая 1958 года патриарх вместе с митрополитом Николаем (Ярушевичем) был принят Никитой Хрущёвым как главой правительства СССР; состоявшаяся беседа, в ходе которой патриарх высказал ряд просьб, вселила в него определённый оптимизм. Однако уже осенью того же года в партийном аппарате победила линия на фронтальное наступление на религию и религиозные организации в СССР.
В конце 1958 года начала осуществляться новая широкомасштабная кампания по искоренению религии в СССР, инициированная Хрущёвым: храмы (особенно на Украине, в Белоруссии и Молдавии) закрывались сотнями, многие сразу же уничтожались. Было закрыто более 40 монастырей, включая Киево-Печерскую лавру, ликвидировано пять семинарий из восьми, прекращено издание журнала Экзархата Украины «Православний вісник» (возобновлён в 1968 году), уменьшено число епископов. Отдельные наиболее активные религиозные деятели подвергались уголовному преследованию, во время пасхальных богослужений устраивались провокации и бесчинства, ряд священнослужителей публично сняли с себя сан и занялись финансируемой государством атеистической пропагандой. Вначале патриарх пытался по мере ограниченных возможностей противостоять антицерковному натиску. Во время встречи с Карповым 20 февраля 1959 года патриарх протестовал против налога на свечное производство и выпадов в прессе против церкви и духовенства, на что Карпов ответил, что постановления отменяться не будут и их надо исполнять в полном объёме; по вопросу о открытии «13-15 церквей», что, по словам патриарха, было ранее обещано Хрущёвым во время их встречи, Карпов «напомнил патриарху о том, что Н. С. Хрущёв не обещал открывать новые церкви, а заявил, что, когда будет прислано письмо, правительство рассмотрит этот вопрос».
В течение 1959 года патриарх безуспешно добивался встречи с Хрущёвым, направлял на его имя письмо и записку, которые рассматривались Карповым «как своего рода жалоба на Совет» (о чём он прямо заявлял патриарху). В письме Карпову от 20 ноября 1959 года патриарх изложил перечень (11 пунктов) проблем, которые он хотел бы поднять в беседе с Хрущёвым, первым из которых был: «1. Продолжающееся нападение на духовенство и верующих под флагом антирелигиозной пропаганды, с извращением и непроверенно приводимыми фактами, с выводами, оскорбляющими религ[иозные] чувства верующего человека, с дискредитацией духовенства вообще в глазах народа с целью опорочить всю церковь и её служителей». 10 декабря того же года патриарх и другие лица были приняты Карповым, который, выслушав обеспокоенности патриархии, заявил, в частности, что «научно-атеистическая пропаганда велась и будет вестись, причём она будет вестись ещё в более широком масштабе — таков закон развития нашего общества»; подводя итог беседе, Карпов заявил: «Мы ещё раз говорим, что с нашей точки зрения в этих вопросах нет вопроса для постановки в правительстве». Это была последняя встреча Карпова с патриархом.
30 декабря 1959 года Священный синод вынес постановление: «Бывшего протоиерея и бывшего профессора Ленинградской Духовной Академии Александра Осипова, бывшего протоиерея Николая Спасского и бывшего священнослужителя Павла Дарманского и прочих священнослужителей, публично похуливших имя Божие, считать изверженными из священного сана и лишёнными всякого церковного общения <…> Евграфа Дулумана и прочих бывших православных мирян, похуливших имя Божие, отлучить от Церкви».
В феврале 1960 года на заседании Конференции советской общественности за разоружение (Москва, 1960) патриарх говорил об исторических заслугах Православной церкви и о том, что она сегодня несправедливо «испытывает нападки и порицания»:

Церковь Христова, полагающая своей целью благо людей, от людей же испытывает нападки и порицания, и тем не менее она выполняет свой долг, призывая людей к миру и любви. Кроме того, в таком положении Церкви есть и много утешительного для верных её членов, ибо что могут значить все усилия человеческого разума против христианства, если двухтысячелетняя история его говорит сама за себя, если все враждебные против него выпады предвидел Сам Иисус Христос и дал обетование непоколебимости Церкви, сказав, что и врата адова не одолеют Церкви Его.

Вероятно, в связи с тем, что выступление было воспринято как нелояльное и вызывающее, его фактическое авторство взял на себя митрополит Крутицкий и Коломенский Николай (Ярушевич). 21 апреля 1960 года в докладе на Всесоюзном совещании уполномоченных Совета по делам Русской православной церкви при Совете министров СССР новый председатель Совета Владимир Куроедов, процитировав в извлечении речь патриарха на конференции общественности, сказал: «Эта речь была по существу выпадом против научно-атеистической пропаганды. <…> Совет разъяснил патриарху, что подобные взгляды являются враждебными. <…> Патриарх и митрополит Николай были предупреждены, что советские государственные органы будут лишать служителей культа, допускающих антисоветские выпады и нарушения законов о культах, права заниматься церковной деятельностью и привлекать их к ответственности».
В начале июня 1960 года вновь пытался направить письмо Хрущёву, которое 7 июня отвёз по доверенности в Кремль архимандрит Пимен (Хмелевский).
15 июня 1960 года состоялась беседа Куроедова с патриархом, на которой патриарху было сделано внушение о «совершенно неудовлетворительно поставленной» внешней работе патриархии. Куроедов потребовал снять митрополита Николая с должности председателя ОВЦС и с Крутицкой кафедры, что было исполнено поэтапно.
Оценивая деятельность Патриарха архиепископ Павел (Голышев) говорил: «Патриарх делает всё, что ему скажет Куроедов. Не предпринимает никаких мер для защиты интересов церкви. Он слишком стар».
В заседании 12 сентября 1960 года Совет по делам РПЦ постановил, среди прочего: «1. Признать целесообразным вступление Русской православной церкви в члены Всемирного совета церквей в целях усиления внимания[sic] на характер и направление его деятельности в интересах мира. <…> 3. Поручить т. Куроедову переговорить с патриархом Алексием по вопросу вступления Русской православной церкви в члены Всемирного совета церквей». В том же году Алексий I выезжал за рубеж, где 25 ноября 1960 года встретился с патриархом Коптским Кириллом VI.
В ноябре — декабре 1960 года совершил паломничество в страны Ближнего и Среднего Востока (Александрия, Каир, Дамаск, Ливан и Иерусалим)

### Однодневный архиерейский собор 1961 года и «приходская реформа»
В 1961 году не смог противостоять требованию Совета по делам Русской православной церкви ограничить роль настоятелей в приходах чисто богослужебно-пастырскими обязанностями, передав все хозяйственно-финансовые функции исполнительным органам религиозной общины (прихода), то есть приходскому совету и старосте, которые фактически назначались органами государственной власти. Соответствующие изменения в 4-й раздел («О приходах») «Положения об управлении Русской Православной Церковью» (принятого на Поместном соборе 1945 года) внёс Архиерейский собор 18 июля 1961 года по докладу архиепископа Пимена (Извекова). (Фактическое решение о разграничении обязанностей клира и исполнительных органов было принято и сразу проведено в жизнь постановлением Священного синода ещё 18 апреля того же года). Попытка отдельных архиереев во главе с архиепископом Ермогеном (Голубевым) добиться их отмены в 1965 году, после смещения Хрущёва, была пресечена властями. (30 июля 1968 года деятельность архиепископа Ермогена Синодом была признана «неполезной» для церкви). Собор 1961 года одобрил также решение Священного синода от 30 марта 1961 года о вступлении РПЦ во Всемирный совет церквей.
Собор был подготовлен в несвойственной для соборной деятельности Церкви обстановке чрезвычайной секретности и проведён с грубыми административно-каноническими нарушениями. Большинство епископов были в последний момент вызваны телеграммами в Троице-Сергиеву лавру. Каждый из них, собираясь на торжества по случаю празднования дня святого Сергия Радонежского, ничего не знал о готовящемся Соборе. Решение Священного Синода о проведении Собора было объявлено епископам в день праздника — 18 июля на праздничном обеде в патриарших покоях, после совершения Божественной литургии и крестного хода.
Архиепископ Ермоген (Голубев), давая каноническую оценку «однодневному собору», свидетельствует: «Собор не был созван, как полагалось бы, через послание патриарха, а телеграммами из Патриархии на имя правящих архиереев с приглашением принять участие в богослужениях в Лавре <…> Прибывшие архиереи были поставлены в известность об имеющемся быть Соборе <…> менее чем за сутки до его открытия. Подобный способ созыва Собора не обычен и канонически не может быть оправдан».
Собор был инициирован Идеологическим отделом ЦК КПСС и подготовлен председателем Совета по делам Русской православной церкви генерал-лейтенантом КГБ В. А. Куроедовым, назначенным на этот пост 6 февраля 1960 года.
Неизвестность и секретность лишали возможности недовольную часть епископата должным образом подготовиться к обстоятельному протестному выступлению против «приходской реформы». По утверждению доктора церковной истории протоиерея Владислава Цыпина, «власти требовали от Священного Синода так провести Собор, чтобы он единогласно утвердил решение о радикальном реформировании порядка приходского управления».
Аргументируя необходимость «приходской реформы», архиепископ Тульский и Белёвский Пимен (Извеков) зачитал участникам Собора краткий историко-канонический очерк развития вопроса об устройстве приходской жизни. По словам историка А. Марченко, тенденциозно утверждая каноничность и историчность предоставления мирянам широких полномочий в приходской жизни, архиепископ Пимен так же, как и патриарх Алексий, делал это в отрыве от реальной ситуации. Архиепископ Пимен призывал епископов утвердить приходскую реформу. Как и председатель Совета по делам Русской православной церкви В. А. Куроедов, Владыка Пимен в докладе говорил о «широких демократических преобразованиях в стране, которые должны найти отражение в церковной жизни».
По свидетельству архиепископа Павла (Голышева), все участвовавшие в Соборе епископы были запуганы и «боялись сказать слово». «В самый день праздника, после литургии, мы были приглашены к Патриарху на чашку чая. Когда мы сели за стол, то увидели, что рядом с Патриархом сидит товарищ Куроедов. Нам зачитали Постановление Собора епископов, и Патриарх предложил всем подписать. Все сидели и молчали… Кто-то из епископов хотел сказать, но Патриарх не дал ему слова. Впоследствии этот епископ был лишен места и уволен на покой. В такой обстановке не могло быть и речи о каком-либо обсуждении поставленного вопроса. Все присутствующие епископы в гробовом молчании стали подписывать постановление Собора. Обстановка была угнетающая».
По мнению доктора церковной истории А. Марченко, Собор стал очередной грубой и насильственной акцией советской власти в отношении Русской Православной Церкви. Под страхом увольнения на покой и репрессий архиереи были вынуждены подписать заранее подготовленные соборные постановления, ставившие епископат и духовенство в унизительное положение. Как утверждает историк, c церковно-юридической стороны действия Патриарха Алексия I и Священного Синода не были безупречны и вызвали справедливую критику значительной части епископата.
Доктор исторических наук С. С. Бычков в книге «Освобождение от иллюзий» назвал собор 1961 года «разбойничьим собором». Борец за независимость церкви Архиепископ Ермоген (Голубев) обратился в 1965 году с письмом к патриарху Алексию I с просьбой пересмотреть дискриминационные решения Архиерейского «разбойничьего» собора 1961 года, которые поставили священника на уровень наёмника общины. Его поддержали 9 епископов Русской Церкви. По мнению историка, это был первый в истории Русской Церкви советского периода протест такого масштаба против «разбойничьего» собора. «И этого архиепископу Еромогену не могли простить ни богоборцы из ЦК КПСС и Совета по делам религий, ни верные им епископы, сохранившие верность богоборческим властям. В 1968 году они пригласили ссыльного владыку Ермогена в Москву и устроили над ним судилище, которое можно сравнить лишь с тем позорным судилищем, которое по приказу Иоанна Грозного устроили епископы над святым митрополитом Филиппом (Колычевым) в XVI веке». На заседании Священного Синода 30 июля 1968 года, осудившем деятельность владыки Ермогена, по просьбе Патриарха председательствовал митрополит Пимен (Извеков).
Уступки, предпринятые руководством Церкви под нажимом Идеологического Отдела ЦК КПСС, по оценке кандидата богословия Д. Сазонова, обернулись не только административной, но и богословской, экклезиологической катастрофой. Произошли кардинальные изменения в церковной структуре, искажение её канонического строя, распад и разложение церковных общин, массовое закрытие храмов.

### Переписка с председателем Совета по делам РПЦ Г. Г. Карповым
Характер взаимоотношений Патриарха с государственной властью демонстрирует переписка Алексия I с руководителем Совета по делам Русской православной церкви при СМ СССР генерал-майором КГБ Георгием Карповым, с которым у патриарха сложились доверительные отношения. Он принимал Алексия I не реже одного — двух раз в месяц. Переписка патриарха с Карповым, а также с главами поместных церквей и архиереями Русской церкви опубликована в 2-х томах в 2010 году.
Письмо № 17. (5.04.1954) «Дорогой Георгий Григорьевич! Посылаю Вам мною полученное второе письмо а[рхиепископа] Луки. Так же как и первое, свидетельствующее об его по меньшей мере повышенной нервозности… И мой ответ ему на оба его письма. Послу Греции мы ещё не телефонировали — для меня удобно будет его принять не ранее четверга или пятницы: в зале и в красной гостиной идет ремонт: потолки подновляют, также и стены (обои). Желаю Вам, дорогой Георгий Григорьевич, не утомляться на работе и укрепляться здоровьем. Сердечно Вам преданный П[атриарх] Алексий».
Письмо № 185 (23.03.1954) Приложение к документу № 17. Письмо архиепископа Симферопольского и Крымского Луки (Войно-Ясенецкого) патриарху Алексию I о созыве Собора Русской православной церкви: «Ваше Святейшество! Позвольте мне обратиться к Вам с просьбой: не найдете ли Вы нужным и своевременным созвать с о б о р епископов церкви Российской? Положение Церкви считаю очень тяжелым. Вашего Святейшества смиренный послушник и усердный богомолец архиепископ Лука».
Письмо № 20 (3.04.1954): «Мой ответ а[рхиепископу] Луке. Преосвященный Владыко! Оба Ваши письма я получил. Отвечаю: 1. Относительно Собора епископов должен сказать, что к его созыву я не вижу никаких оснований и недоумеваю, почему настоящее положение Церкви Вы считаете „очень тяжелым“. Что случилось? Прошу Вас написать мне об этом более подробно ‹…› С братской любовью П[атриарх] Алексий».
Письмо № 23 (6.05.1954): «Дорогой Георгий Григорьевич! Вы спрашивали меня про ответ а[рхиепископа] Луки на мое письмо. Посылаю Вам его, а также и мой ему ответ, который я ещё ему не посылал. Если Вы в нём найдете что-либо лишнее или ненужное — вычеркните. Я пошлю его, после того как Вы его прочтете. Будем рады быть сегодня Вашими гостями в 8 ч. веч[ера]. Искренно преданный П[атриарх] Алексий».
Письмо № 26 (25.06.1954): «…посылаю рапорт а[рхиепископа] Виктора и письмо м[итрополита] Серафима. Вопрос о Серафиме может решиться только на сессии Синода в июле, и то, если Вы найдете допустимым предоставление ему епархии. Что касается сов[етского] гражданства, я не знаю, в какой стадии этот вопрос, и почему он думает, что получит сов[етское] гражданство в конце июня? А чем мы, „досточтимые святители“, можем ему помочь в этом деле — я не знаю‹…› Будем ждать Вас в Одессе числа 3-4 июля. Сердечно уважающий Вас П[атриарх] Алексий».
Письмо № 29 (7.04.1954): «Посылаю Вам ещё — проект моего письма патриарху Афинагору с копией его письма, на которое я отвечаю‹…› Предполагаю ехать сегодня в Лавру, вернусь в понедельник утром‹…›.Преданный Вам Патриарх Алексий».
Письмо № 31 (12.08. 1954): «Дорогой Георгий Григорьевич…посылаю Вам проект моего письма в Совет по делам нашего экзархата в Америке. Если он удовлетворителен, то мы его перепишем на машинке. Преданный Вам Патриарх Алексий. Резолюция: Тов. Репину, т. Уткину. Позвоните сейчас патриарху и скажите, что можно письмо и не перепечатывать на машинке. Карпов.»
С 14 по 21 июля 1963 года в Москве и Троице-Сергиевой лавре проходили торжества в связи с 50-летним юбилеем архиерейского служения патриарха, на которые прибыли представители православных и инославных церквей мира и которые, согласно «Журналу Московской Патриархии», «вылились в поистине экуменическое общение всего христианского мира».
В сентябре 1964 года посетил Афины, Женеву и Лондон. Был первым главой Русской православной церкви, посетившим с пастырским визитом Великобританию. Визит состоялся по приглашению архиепископа Кентерберийского Майкла Рамсея.
В 1966 году по благословению патриарха Алексия на Святую Гору Афон в Русский Пантелеимонов монастырь была направлена первая с 1917 года группа монахов из Псково-Печерского монастыря для пополнения оскудевшей братии. В их числе был иеромонах Ипполит (Халин), ставший экономом Пантелеимонова монастыря. Впоследствии он приобрёл известность как всероссийский старец, настоятель Рыльского Свято-Николаевского монастыря.
Первые 10—15 лет у кормила церковного управления ближайшими соработниками патриарха были митрополиты Николай (Ярушевич) и Григорий (Чуков), а также протопресвитер Николай Колчицкий. Митрополит Григорий скончался в 1955 году, а в 1960 году отошёл от дел по болезни протопресвитер Николай и был отстранён митрополит Николай. В последнее десятилетие жизни патриарха влияние на него и на повседневное течение церковного управления оказывал его личный секретарь Даниил Остапов; внешние церковные сношения патриархии были полностью в руках председателя ОВЦС архимандрита (впоследствии митрополита) Никодима (Ротова).
Издательским отделом с 1963 года руководил епископ Волоколамский Питирим (Нечаев). С 22 декабря 1964 года управляющим делами Московской патриархии был Алексий (Ридигер). Экзархом Украины 14 мая 1966 года был назначен архиепископ Филарет (Денисенко) (возведён в сан митрополита 25 февраля 1968 года).
В последние годы Патриарх Алексий I пребывал отчасти в своём мире и времени, не до конца понимая — что происходит за стенами его резиденции. Он жил воспоминаниями, оперируя в разговорах дореволюционными понятиями и нормами. Общение Патриарха было ограничено узким кругом приближённых к нему лиц. Его окружение старательно его оберегало от любых попыток донести до него ту информацию, которая, как им казалось, была для него нежелательной и могла бы его расстроить.
4 февраля 1970 года было отпраздновано 25-летие интронизации патриарха Алексия. Юбиляр получил поздравительную телеграмму председателя Совета министров СССР Алексея Косыгина. Последнее богослужение совершил вечером 14 февраля 1970 года (всенощное бдение под праздник Сретения Господня).

## Покушение
1 апреля 1961 года, в разгар антирелигиозной кампании, во время всенощного бдения в Богоявленском патриаршем соборе произошло нападение на патриарха Алексия. Некий гражданин, вооружившись ножом, напал на патриарха, когда тот поднимался по ступеням в алтарь. Патриарх смог защитить голову своим жезлом, но был ранен в плечо. После следствия преступник был официально признан невменяемым.

## Смерть и погребение
17 апреля 1970 года, в канун Лазаревой субботы, патриарх скончался в Переделкине от сердечной недостаточности на 93-м году жизни; незадолго до того перенёс инфаркт миокарда.
С 18 до 20 апреля гроб с телом новопреставленного находился в Богоявленском соборе, что в Елохове. После обнесения гроба вокруг собора (в его ограде) траурная процессия направилась в Троице-Сергиеву лавру, где 21 апреля, после литургии преждеосвященных Даров, в Успенском соборе было совершено отпевание по иерейскому чину.
Погребён возле могилы глубоко чтимого им митрополита Макария (Невского) в крипте Успенского собора Лавры.

## Награды
- Орден Святого Владимира III степени (1915).
- четыре ордена Трудового Красного Знамени (16 августа 1946, 8 ноября 1952, 8 ноября 1962, 6 ноября 1967).
- медаль «За оборону Ленинграда» (1943).
- медаль «За доблестный труд в Великой Отечественной войне 1941-1945 гг.» (1946);
- орден святого равноапостольного великого князя Владимира I степени (поднесён 15 июля 1961).
- орден святого апостола Марка (8 марта 1945; Александрийская православная церковь[67]).
- орден «Святой Александр» (27 мая 1946; Болгария[68]).
- Высшие ордена Ливанской и Сирийской Республик.
- Большая лента Императорского Ордена Святой Троицы.
- Большой крест ордена Звезды Румынии (1947 год)[69].

## Оценки современников
Наиболее резкий отзыв, известный из воспоминаний архиепископа Василия Кривошеина, принадлежит митрополиту Никодиму в ноябре 1964 года: «А Патриарх Алексий робкий и равнодушный человек, он аристократ и барин, а поэтому смотрит на Церковь как на свою вотчину. Он считает, что может в ней распоряжаться, как ему вздумается. К архиереям он относится свысока, чуждается их, считает невеждами. Странная вещь: сам же их выбрал, сам их рукоположил, а теперь чуждается их. Свои аристократические связи ставит выше церковных отношений. Вспомните, как он в Лондоне после церковной службы снял с себя патриарший крест и дал протоиерею Владимиру Родзянко, долго разговаривал с ним. Там в алтаре, сослужили ему наши заслуженные, старые священники, никого из них Патриарх ничем не наградил и не сказал им ни слова. А протоиерей Родзянко даже в нашей Церкви не состоит. И всё только потому, что дед о. Владимира был соседом отца Патриарха по новгородскому имению. Я был глубоко возмущён!»
Анатолий Левитин-Краснов, знавший патриарха «задолго до его восшествия на патриарший престол»: «При восшествии на вершину церковной власти он мало переменился. Те же барственность, высокомерие, верность традициям, глубокая религиозность, но английского типа, в строгих рамках этикета, в твёрдо установившихся, застывших формах. Строгий консерватор. Святейший мыслил церковь как нечто неподвижное в рамках нового советского государства».
C теплотой вспоминал о патриархе митрополит Питирим (Нечаев), бывший у патриарха иподиаконом: «Патриарх был удивительным человеком. До последних дней он сохранял ясный блеск глаз и твёрдость почерка. В богослужении — да и в жизни, — он был неподражаем; повторять его было невозможно. Интересная деталь: на службе его сразу было видно, оптически взгляд фокусировался на нём, хотя он был <…> неполного среднего роста. С началом контактов с зарубежными Церквами к нам стали приезжать Патриархи с Востока, величественные, не знавшие, что такое репрессии, — но когда они стояли в одном ряду, наш Патриарх выделялся среди них своим духовным величием. Это внутреннее содержание выделяло его из ряда всех иерархов. <…> Характер у Патриарха был очень контрастный — я бы сказал, огненный. Когда он сердился, весь вспыхивал, приходил в страшный гнев, но потом всегда сам очень от этого расстраивался и жалел о случившемся. Кроме того, он обладал большим чувством юмора».
Митрополит Евлогий (Смирнов), также бывший иподиаконом Патриарха Алексия I, сказал в 2019 году: «Это был страдалец, служивший Богу в самое бурное и тяжёлое время и для Церкви, и для Отечества. И он это время пережил. Мы верим, что Господь помогает таким труженикам нивы Христовой. И вместе с памятью о них Господь и нас всех незабвенно благословляет. У Святейшего Патриарха виден признак настоящей Христовой любви. У того, кого Бог поощряет, всегда есть любовь в сердце».

## Увековечение памяти
В честь посещения патриархом в 1949 году Покровского кафедрального собора и Иоанно-Златоустовского храма Астрахани внутри этих храмов установлены памятные доски.
Вскоре после кончины патриарха Священный синод в своём заседании 6 мая 1970 года имел суждение об увековечении памяти покойного патриарха Алексия, постановив, в частности, создать мемориальный музей в МДА (в здании чертогов) и издать 5-й, мемориальный том трудов патриарха; последний пункт постановления исполнен не был.
Имя патриарха носит Церковно-археологический кабинет Московской духовной академии, многие экспонаты которого являются дарами самого патриарха.
5 декабря 2007 года, к 130-летию со дня рождения патриарха, состоялось открытие мемориальной доски на доме № 46 по Мясницкой улице, где родился Сергей Симанский; в церемонии приняли участие патриарх Алексий II и мэр Москвы Юрий Лужков.
Изображен на картине Корина «Русь уходящая».

## Сочинения
- Слова, речи, послания, обращения, доклады, статьи. М., 1948—1963. Т. 1-4.
- Письма Патриарха Алексия своему духовнику [митрополиту Арсению (Стадницкому) за 1917, 1918 и 1921 гг.]. М., 2000.
- Письма патриарха Алексия I в Совет по делам Русской православной церкви при Совете народных комиссаров — Совете министров СССР. В 2 томах. М., 2009—2010.